# Anaconda 3 : L'Héritier
Pour les articles homonymes, voir Anaconda (homonymie).
Série Anaconda
Anacondas : À la poursuite de l'orchidée de sang
(2004) Anacondas 4 : La Piste du sang
(2009)
Pour plus de détails, voir Fiche technique et Distribution.
Anaconda 3 : L'Héritier (Anaconda 3: Offspring) est un téléfilm d'horreur américain réalisé par Don E. FauntLeRoy et diffusé le 26 juillet 2008 sur Sci-Fi Channel.
C'est le troisième film de la saga Anaconda.

## Synopsis
Un mercenaire accepte une mission à la demande d'un milliardaire. Celle-ci consiste à chasser un serpent géant dont le sang aurait des propriétés curatives miraculeuses.

## Fiche technique
- Titre original : Anaconda 3: Offspring
- Titre français : Anaconda 3 : L'Héritier
- Titre québécois : Anaconda 3 - Progéniture
- Réalisation : Don E. FauntLeRoy
- Scénario : Nicholas Dawidoff (en) et David C. Olson
- Décors : Gina Stancu
- Costumes : Ana Maria Cucu
- Photographie : Don E. FauntLeRoy
- Effets spéciaux : Ionel Popa
- Montage : Scott Conrad
- Pays d'origine : États-Unis
- Langue : Anglais
- Format : Couleurs - 35 mm - 1,85:1 - Stéréo
- Genre : Horreur, aventure
- Durée : 91 minutes
- Dates de sortie :  États-Unis : 26 juillet 2008 ;  France : 22 octobre 2008
- Interdit aux moins de 12 ans

## Distribution
- David Hasselhoff (VF : Philippe Vincent) : Stephen Hammett
- Crystal Allen : Dr. Amanda Hayes
- Ryan McCluskey : Pinkus
- Anthony Green (en) : le capitaine Grozny
- Patrick Regis : Nick
- John Rhys-Davies (VF : Benoît Allemane) : Peter Murdoch
- Serban Celea : le professeur Kane
- Alin Olteanu : Andrei
- Mihaela Elena Oros : Sofia
- Toma Dănilă (ro) : Victor
- Zoltan Butuc : Peter

### La sagaAnaconda(s)
- Anaconda (série de films
- Anaconda, le prédateur (1997) de Luis Llosa
- Anacondas : À la poursuite de l'orchidée de sang ou Anaconda 2 (2004) de Dwight H. Little
- Anaconda 3 : L'Héritier (2008) de Don E. FauntLeRoy
- Anacondas 4 : La piste du sang (2009) de Don E. FauntLeRoy
- Anaconda (2025) de Tom Gormican